# Reyer Venezia Mestre Femminile 2021-2022
Questa voce raccoglie le informazioni riguardanti il Reyer Venezia Mestre Femminile nelle competizioni ufficiali della stagione 2021-2022.

## Stagione
La stagione 2021-2022 della Umana Reyer Venezia è stata la diciannovesima che ha disputato in Serie A1 dalla rifondazione del 1998.
La squadra ha partecipato all'EuroLeague Women: classificatasi sesta nella stagione regolare, viene ammessa ai quarti di EuroCup; raggiunta la finale, perde in gara unica contro C.J.M. Bourges.

## Verdetti stagionali
Competizioni nazionali
- Serie A1: (24 partite)

stagione regolare: 2º posto su 14 squadre (17 vinte, 2 perse);
play-off: semifinale persa contro Bologna (1-2).
- Coppa Italia: (2 partite)

semifinale persa contro Bologna (64-76).
- Supercoppa italiana: (2 partite)

finale persa contro Schio (64-67).
Competizioni europee
- EuroLega: (14 partite)

stagione regolare: 6º posto nel gruppo A su 8 squadre (5 vinte, 9 perse);
- EuroCoppa: (4 partite)

finale persa contro Bourges (38-74).

## Organigramma societario
Staff dirigenziale 
- Presidente: Federico Casarin
- Direttore generale: Paolo Roberto De Zotti
- Dirigenti: Eugenio Dalmasson, Stefano Vianello, Antonella Bon

 Staff tecnico
- Allenatore: Massimo Romano (fino al 1º novembre 2021), poi Juan Pernias Escrig (dal 2 al 7 novembre 2021), poi Andrea Mazzon (dall'8 novembre 2021)
- Assistenti: Juan Pernias Escrig, Michele Dall'Ora
- Team Manager: Roberta Meneghel
- Preparatori atletici: Davide Rocco, Alvaro Grespan
- Fisioterapisti: Riccardo Cardani, Martina Vianello
- Medico sociale: Davide Turchetto
- Responsabile area di psicologia sportiva: Federica Tognalini

## Roster
| Umana Reyer Venezia | Umana Reyer Venezia |
| Giocatrici          | Staff tecnico       |
| ------------------- | ------------------- |

| 4  | Italia (bandiera)      | C  | Martina Bestagno        | 1990 | 189 cm |  |  |
| 5  | Italia (bandiera)      | P  | Debora Carangelo        | 1992 | 169 cm |  |  |
| 6  | Stati Uniti (bandiera) | A  | Kayla Thornton          | 1992 | 185 cm |  |  |
| 9  | Italia (bandiera)      | GA | Francesca Pan           | 1997 | 180 cm |  |  |
| 12 | Stati Uniti (bandiera) | G  | Yvonne Anderson         | 1990 | 170 cm |  |  |
| 13 | Lituania (bandiera)    | C  | Gintarė Petronytė       | 1989 | 197 cm |  |  |
| 14 | Italia (bandiera)      | A  | Sara Madera             | 2000 | 187 cm |  |  |
| 21 | Italia (bandiera)      | A  | Anna Matteucci          | 2004 | 187 cm |  |  |
| 21 | Italia (bandiera)      |    | Anita Carraro           | 2004 |        |  |  |
| 28 | Italia (bandiera)      | G  | Giovanna Elena Smorto   | 1999 | 178 cm |  |  |
| 30 | Italia (bandiera)      | P  | Beatrice Attura         | 1994 | 170 cm |  |  |
| 31 | Italia (bandiera)      | G  | Anna Daria Rescifina    | 2003 | 182 cm |  |  |
| 35 | Italia (bandiera)      | A  | Chiara Camporeale       | 2001 | 188 cm |  |  |
| 40 | Italia (bandiera)      | A  | Emma Zuccon             | 2006 | 183 cm |  |  |
| 41 | Italia (bandiera)      | A  | Elisa Penna             | 1995 | 186 cm |  |  |
| 45 | Spagna (bandiera)      | C  | Astou Barro Ndour Gueye | 1994 | 198 cm |  |  |
| 50 | Italia (bandiera)      |    | Matilde Bianchi         | 2003 |        |  |  |

| Allenatore                                                                                           |
| - Massimo Romano (fino al 1º nov.) Juan Pernias Escrig (dal 2 al 7 nov.) Andrea Mazzon (dall'8 nov.) |
| Assistente/i                                                                                         |
| - Juan Pernias Escrig - Michele Dall'Ora Legenda - (C) Capitano Roster Aggiornato al: 2 gennaio 2022 |

## Statistiche

### Statistiche delle giocatrici
Campionato (stagione regolare e play-off)
| Giocatrice            | Partite | Partite | Min. | Pun | Tiri da 2 | Tiri da 2 | Tiri da 2 | Tiri da 3 | Tiri da 3 | Tiri da 3 | Tiri Liberi | Tiri Liberi | Tiri Liberi | Rimbalzi | Rimbalzi | Rimbalzi | Palle | Palle | Stopp. | Stopp. | Ass | Falli | Falli | Val. |
| Giocatrice            | Pr      | PG      | Min. | Pun | R         | T         | %         | R         | T         | %         | R           | T           | %           | D        | O        | T        | P     | R     | S      | D      | Ass | F     | S     | Val. |
| --------------------- | ------- | ------- | ---- | --- | --------- | --------- | --------- | --------- | --------- | --------- | ----------- | ----------- | ----------- | -------- | -------- | -------- | ----- | ----- | ------ | ------ | --- | ----- | ----- | ---- |
| Yvonne Anderson       | 20      | 20      | 616  | 292 | 96        | 193       | 50        | 15        | 48        | 31        | 55          | 65          | 85          | 63       | 23       | 86       | 45    | 36    | 5      |        | 95  | 30    | 79    | 368  |
| Beatrice Attura       | 24      | 24      | 558  | 127 | 31        | 83        | 37        | 12        | 74        | 16        | 29          | 37          | 78          | 42       | 4        | 46       | 29    | 21    | 4      | 2      | 48  | 50    | 43    | 82   |
| Martina Bestagno      | 24      | 24      | 658  | 254 | 81        | 182       | 45        | 7         | 29        | 24        | 71          | 100         | 71          | 70       | 50       | 120      | 49    | 23    | 11     |        | 38  | 56    | 106   | 273  |
| Matilde Bianchi       | 5       | 4       | 22   | 4   | 0         | 3         | 0         | 0         | 1         | 0         | 4           | 6           | 67          | 1        | 1        | 2        | 1     | 1     |        |        | 1   | 2     | 6     | 5    |
| Chiara Camporeale     | 8       | 4       | 20   | 0   |           |           |           | 0         | 4         | 0         |             |             |             |          |          |          | 1     |       |        |        |     | 1     |       | -6   |
| Debora Carangelo      | 23      | 23      | 596  | 145 | 25        | 39        | 64        | 22        | 98        | 22        | 29          | 46          | 63          | 69       | 29       | 98       | 58    | 42    | 3      | 2      | 63  | 46    | 59    | 195  |
| Anita Carraro         | 5       | 2       | 8    | 0   |           |           |           |           |           |           |             |             |             |          |          |          |       | 2     |        |        |     |       |       | 2    |
| Sara Madera           | 24      | 24      | 475  | 160 | 29        | 65        | 45        | 28        | 73        | 38        | 18          | 23          | 78          | 86       | 30       | 116      | 23    | 11    | 2      | 1      | 32  | 22    | 19    | 206  |
| Anna Matteucci        | 4       | 1       | 4    | 0   |           |           |           |           |           |           |             |             |             |          |          |          |       |       |        |        |     |       |       |      |
| Astou Ndour           | 18      | 18      | 456  | 271 | 92        | 164       | 56        | 21        | 44        | 48        | 24          | 34          | 71          | 86       | 60       | 146      | 33    | 31    | 9      | 17     | 14  | 47    | 29    | 314  |
| Francesca Pan         | 5       | 2       | 36   | 19  | 2         | 6         | 33        | 4         | 10        | 40        | 3           | 5           | 60          | 4        |          | 4        | 1     | 7     |        |        | 8   | 3     | 2     | 24   |
| Elisa Penna           | 24      | 22      | 284  | 53  | 14        | 37        | 38        | 6         | 40        | 15        | 7           | 14          | 50          | 27       | 3        | 30       | 18    | 13    |        | 1      | 25  | 47    | 10    | 3    |
| Gintarė Petronytė     | 10      | 10      | 225  | 99  | 33        | 66        | 50        |           |           |           | 33          | 37          | 89          | 56       | 19       | 75       | 17    | 4     | 4      | 9      | 16  | 13    | 29    | 161  |
| Anna Daria Rescifina  | 3       | 0       |      | 0   |           |           |           |           |           |           |             |             |             |          |          |          |       |       |        |        |     |       |       |      |
| Giovanna Elena Smorto | 24      | 21      | 212  | 39  | 7         | 18        | 39        | 7         | 21        | 33        | 4           | 7           | 57          | 23       | 16       | 39       | 18    | 13    | 1      | 4      | 14  | 26    | 4     | 40   |
| Kayla Thornton        | 23      | 23      | 655  | 266 | 57        | 123       | 46        | 30        | 89        | 34        | 62          | 71          | 87          | 87       | 34       | 121      | 40    | 31    | 3      | 3      | 47  | 59    | 55    | 287  |
| Emma Zuccon           | 2       | 0       |      | 0   |           |           |           |           |           |           |             |             |             |          |          |          |       |       |        |        |     |       |       |      |